# 左焕琛
左焕琛（1940年9月—），女，汉族，中华人民共和国医学家、政治人物，中国农工民主党党员。曾任十一届全国政协常务委员，农工党中央副主席、上海市委主委。

## 生平
1996年当选为上海市副市长。2000年当选农工党中央副主席、上海市委主任委员。2008年，当选第十一届全国政协常务委员，代表中国农工民主党，分入第十组。

## 家族
高祖父左宗棠。父亲左景鉴。弟弟左焕琮。